# William Harrigan
William Harrigan, né le 27 mars 1894 à New York et mort le 1er février 1966 dans la même ville, était un acteur américain qui a joué des rôles secondaires à Hollywood dans les années 1930 et 1940.

## Filmographie
- 1927 : La Danseuse de minuit (Cabaret)
- 1927 : Nix on Dames
- 1930 : On the Level
- 1930 : Born Reckless
- 1933 : Pick-Up
- 1933 : The Girl in 419 d'Alexander Hall et George Somnes (en)
- 1933 : L'Homme invisible (The Invisible Man)
- 1935 : G Men
- 1935 : The Silk Hat Kid
- 1937 : Federal Bullets
- 1938 : Hawaii Calls d'Edward F. Cline
- 1939 : Back Door to Heaven
- 1947 : The Farmer's Daughter
- 1947 : La Furie du désert (Desert Fury)
- 1951 : Les Diables de Guadalcanal (Flying Leathernecks) de Nicholas Ray
- 1955 : Street of Sinners